# Eurybia
Eurybia (grek. Ενρνβια) var en gudinna i grekisk mytologi. Hon var gudinna över havets herravälde och över stjärnkonstellationerna på himlen som troddes över bestämma vädret och vindens krafter. 
Eurybia var dotter till Pontos (Havet) och Gaia (Jorden). Hon var gift med sin halvbror Krios som var en av titanerna och som styrde över stjärnkonstellationen Aries (Väduren) som under den grekiska antiken markerade det nya året. 
Tillsammans fick de sönerna Astraios, Perses och Pallas. Alla barnen och flera av barnbarnen rådde över olika stjärnor och planeter i universum.